# デヴィル (ダンジョンズ&ドラゴンズ)
デヴィル(devil)はダンジョンズ&ドラゴンズ ・ロールプレイングゲームにおいて、ゲーム中に高レベルの挑戦が必要とされる際に使用される、強力なモンスターの集団であり、悪魔 とも呼ばれる。デヴィルの属性は秩序にして悪であり、九層地獄バートルの出身である。彼らの秩序にして悪の属性に忠実に、デヴィルは厳格で冷酷な階級制度に囚われている（力の階級を上昇させるにつれて、彼らはデヴィルとしての種類自体が変わる）。階級制度の頂点は究極のアークデヴィル、つまり各々がバートルの各階層を統べる九大君主 達である。デヴィルは、デヴィルと彼らの大敵であるデーモンとの間で千年単位に渡って繰り広げられる流血戦争の遂行を含む、黙示録的戦いによって彼ら自身を終わらせるための道具として、D&Dの多様なセッティングの様々な世界において見られる。

## 出版履歴
デヴィルの初出はアドバンスト・ダンジョンズ&ドラゴンズ 第1版のモンスター・マニュアル である。
アドバンスト・ダンジョンズ&ドラゴンズ 第2版の出版以降、デヴィルとその相手役であるデーモンの名称は変更された。宗教団体その他からの、このゲームが悪魔崇拝の入門用になっているとの抗議に配慮し、TSR社はモンスターの解説から「デヴィル」と「デーモン」の用語を除去し、代わりにバーテズゥとタナーリを使用した。これは第2版の終了まで継続され、第3版からは元の用語であるデヴィルとデーモンは復活した。この復活以降、「バーテズゥ」の用語は強力なデヴィルの内の特定の分類として残された。

### アドバンスト・ダンジョンズ&ドラゴンズ第1版（1977年～1988年）
デヴィルはモンスター・マニュアル 第1版（1977年）が初出であり、バーブド・デヴィル（下級悪魔）、ボーン・デヴィル（下級悪魔）、エリニュス（下級悪魔）、ホーンド・デヴィル（マレブランケ）（上級悪魔）、アイス・デヴィル（上級悪魔）、レムレー（下級悪魔）、ピット・フィーンド（上級悪魔）、アークデヴィルのアスモデウス、バールゼブル、ディスパテル、ゲリュオンが記載された。デヴィルによって頻繁に使い魔とされるインプもモンスター・マニュアル 第1版が初出である。モンスター・マニュアル はイギリスのホワイトドワーフ誌 8号（1978年8/9月）でドン・ターンブルによる論評が行われた。その論評の中で、ターンブルはこの本で導入されたいくつかの新モンスターに関して意見を述べ、それらの内でもデヴィルが最も卓越しているとみなした。彼は「彼らは全てかなり強力であり、その点については我々が既に知っているデーモンに勝るとも劣らない」と指摘した。
アスタロト、ベリアル、サタンは、ドラゴン誌 28号（1979年8月）の記事「地獄の政治学」に登場した。プリンス・オブ・ザ・ポゼッサーズ、セルム、アスペリムはドラゴン誌 42号（1980年10月）に登場した。
ステュクス・デヴィル（上級悪魔）はフィーンド・フォリオ （1981年）に初掲載された。
1983年にドラゴン誌 に掲載された一連の記事によりデヴィルとその本拠である九層地獄は大いに拡張され、多数の新たなデヴィルとアークデヴィルが紹介された。ドラゴン誌 75号（1983年7月）に掲載されたゲイリー・ガイギャックス執筆の記事「魔法使いの巻き物より：悪魔王国の新住人達」ではブラック・アビシャイ、ブルー・アビシャイ、グリーン・アビシャイ、レッド・アビシャイ、ホワイト・アビシャイ（下級悪魔）、ビアデッド・デヴィル（下級悪魔）、スパインド・デヴィル（最下級悪魔）、地獄の姫君グラシア、地獄の公爵であるアモン、バエル、ビトル、ハティジン、チチヴィルス、アークデヴィルのベリアル、マモン、メフィストフェレス、モロクらが紹介された。エド・グリーンウッドによる2部構成の記事には多数の唯一無二のデヴィル が登場する。上級悪魔のビスト、カイム、ネルガル、地獄の公爵であるアガレス、アロケル、アムドゥスキアス、アリオク、バラン、バティム、ビファント、カールクリノラース、カモ、フォカルール、ガジエル、ゴルソン、ヘロディアス、メカラス、マルファス、メルコン、メロダク、君主の配偶者であるコズビ、リリス、ナオメらがドラゴン誌 75号の「九層地獄第1部」で紹介され、地獄の公爵であるアビゴール、アドニデス、バルバス、バルバトス、ベレ、ビフロンス、ビレト、ブエル、ブネ、モラクス、ネアバズ、リモン、タルタック、ザグム、ゼパール、君主の配偶者であるバールフェゴール、バフティス、リリト、地獄の大法官アドラマレク、地獄の女王ベンソジア、地獄の審問官フォンゴールらがドラゴン誌 76号の「九層地獄第2部」で紹介された。
ブラック・アビシャイ、ブルー・アビシャイ、グリーン・アビシャイ、レッド・アビシャイ、ホワイト・アビシャイ（下級悪魔）、ビアデッド・デヴィル（下級悪魔）、ヌッペリボー（最下級悪魔）、スパインド・デヴィル（最下級悪魔）は、地獄の姫君であるグラシア、地獄の公爵であるアモン、バエル、ハティジン、チチヴィルス、アークデヴィルであるベリアル、マモン、メフィストフェレス、モロクらと共に第1版のモンスター・マニュアルII に登場した。エド・グリーンウッドの続報記事である、ドラゴン誌 91号（1984年11月）の「九層地獄再考」では、上級悪魔のアルマロス、アザゼル、カホール、ダゴン、ドゥスクール、コクビエル、マラドレア、ニスロク、ルムジャル、アークデヴィルであるガルゴスらが紹介された。
バールフェゴールはダンジョン誌 2号（1986年11月）掲載のアドベンチャーである「Caermor」の最大の悪役として登場した（これは後にアンソロジーであるダンジョンズ・オブ・ディスペア （1999年）に再録された）。

### アドバンスト・ダンジョンズ&ドラゴンズ第2版（1989年～1999年）
ブラック・アビシャイ、グリーン・アビシャイ、レッド・アビシャイ（下級バーテズゥ）、アムニズゥ（上級バーテズゥ）、バルバズゥ（下級バーテズゥ）、コルヌゴン（上級バーテズゥ）、エリニュス（下級バーテズゥ）、ゲルゴン（上級バーテズゥ）、ハマトゥラ（下級バーテズゥ）、レムレー、ヌッペリボー（最下級バーテズゥ）、オシュルス（下級バーテズゥ）、ピット・フィーンド（上級バーテズゥ）、スピナゴン（最下級バーテズゥ）は、モンストラス・コンペンディウム：アウター・プレインズ・アペンディクス （1991年）に記載された。ブラック・アビシャイ、グリーン・アビシャイ、レッド・アビシャイ（下級バーテズゥ）、ピット・フィーンド（上級バーテズゥ）はモンストラス・マニュアル （1993年）にも記載された。
プレーンスケープ ・キャンペーンセッティングでは、第2版ルールにおいて専らバーテズゥとして知られたデヴィルを広く活用した。ブラック・アビシャイ、グリーン・アビシャイ、レッド・アビシャイ（下級バーテズゥ）、アムニズゥ（上級バーテズゥ）、バルバズゥ（下級バーテズゥ）、コルヌゴン（上級バーテズゥ）、エリニュス（下級バーテズゥ）、ゲルゴン（上級バーテズゥ）、ハマトゥラ（下級バーテズゥ）、レムレー、ヌッペリボー（最下級バーテズゥ）、オシュルス（下級バーテズゥ）、ピット・フィーンド（上級バーテズゥ）、スピナゴン（最下級バーテズゥ）はプレーンスケープ：モンストラス・コンペンディウム・アペンディクス の1巻で詳述された。コクラコン（下級バーテズゥ）とキュトン（非バーテズゥ）は、プレーンズ・オブ・ロウ ・ボックスセット（1995年）に登場した。モンストラス・コンペンディウム・アニュアル3巻 （1996年）では、キュトンが再び特集された。
ア・ガイド・トゥ・ヘル （1999年）では、応報の乱を説明することによって、千年紀を通じたデヴィルとアークデヴィルの変遷と、第1版と第2版間でのアークデヴィルの相違を調整した。この資料集はまた、メジキムが解説された。アドベンチャーであるザ・アポカリプス・ストーン （2000年）にはモロクが登場し、重要な役割を演じた。

### ダンジョンズ&ドラゴンズ第3.0版（2000年～2002年）
この版のモンスター・マニュアル には、バルバズゥ（バーテズゥ）、コルヌゴン（バーテズゥ）、エリニュス（バーテズゥ）、ゲルゴン（バーテズゥ）、ハマトゥラ（バーテズゥ）、ヘルキャット、インプ、キュトン、レムレー（バーテズゥ）、オシュルス（バーテズゥ）、ピット・フィーンド（バーテズゥ）が登場した。
フォーゴトン・レルム・セッティング用のブラック・アビシャイ、ブルー・アビシャイ、グリーン・アビシャイ、レッド・アビシャイ、ホワイト・アビシャイは、モンスターズ・フォー・フェイルーン （2001年）に登場した。
スピナゴン（バーテズゥ）、ナルズゴン（バーテズゥ）は、この版のマニュアル・オブ・ザ・プレインズ （2001年）に登場した。コクラコン（バーテズゥ）、ガルガトゥラ（バーテズゥ）、アークデヴィルである第1階層の主ベル、第2階層の主ディスパテル、第3階層の主マモン、第4階層の主ベリアルとフィアーナ、第5階層の主レヴィストゥス、第6階層の主ハグ女伯爵（厳密に言えばデヴィルではなく、強力なナイト・ハグ）、第7階層の主バールゼブル、第8階層の主メフィストフェレス、第9階層の主アスモデウスはブック・オブ・ヴァイル・ダークネス （2002年）に登場した。アドヴェスパ（バーテズゥ）、アムニズゥ（バーテズゥ）、マレブランケ（バーテズゥ）は、この版のモンスター・マニュアルII （2002年）に登場した。パエリリオン（バーテズゥ）、ゼルフィステュクス（バーテズゥ）は、ブラッドバッグ・インプ、ユーフォリック・インプ、フィルス・インプと同様に、この版のフィーンド・フォリオ （2003年）に登場した。
サベージ・スピーシーズ （2003年）では、ハマトゥラ（デヴィル）、インプ（デヴィル）、キュトン（デヴィル）が、種族として、かつプレイ可能なクラスとして紹介された。
コール・デヴィル、グラス・デヴィル、リード・デヴィル、オブシディアン・デヴィル、サンド・デヴィル、スパイクト・デヴィルを含むヘルフォージド・デヴィルは、ドラゴン誌 306号（2003年4月）に登場した。
ストーニィ・デヴィル（ミネラル・ウォリアー）はアンダーダーク （2003年）に登場した。

### ダンジョンズ&ドラゴンズ第3.5版（2003年～2007年）
この版の改訂されたモンスター・マニュアル （2003年）では、バーブド・デヴィル（ハマトゥラ）、ビアデッド・デヴィル（バルバズゥ）、ボーン・デヴィル（オシュルス）、チェイン・デヴィル（キュトン）、エリニュス、ヘルキャット（ベゼキラ）、ホーンド・デヴィル（コルヌゴン）、アイス・デヴィル（ゲルゴン）、インプ、レムレー、ピット・フィーンドなどのデヴィルが登場した。
チェイン・デヴィルはプレイナー・ハンドブック （2004年）において、プレイヤーキャラクター種族として紹介された。
デザート・デヴィル（アラトン）はサンドストーム （2005年）に登場した。
唯一無二のデヴィル である烙印の王マルキジッドは、フォーゴトン・レルム・セッティング用のサプリメントであるチャンピオンズ・オブ・ルーイン （2005年）に登場した。
ロゴクロン・デヴィルは、トーム・オブ・マジック （2006年）に登場した。
フィーンディッシュ・コーデックス：タイランツ・オブ・ザ・ナイン・ヘル （2006年）は、ブラック・アビシャイ、ブルー・アビシャイ、グリーン・アビシャイ、レッド・アビシャイ、ホワイト・アビシャイ、アムニズゥ、アサシン・デヴィル（ドガイ）、アイペロボス・スォーム、ハーヴェスター・デヴィル（ファルズゴン）、ヘルファイアー・エンジン、カラボン、リージョン・デヴィル（メレゴン）、マレブランケ、ナルズゴン、ヌッペリボー、オルソン、パエリリオン、ペイン・デヴィル（エクスクルシアーク）、プレジャー・デヴィル（ブラキナ）、スパインド・デヴィル（スピナゴン）、スチール・デヴィル（ブエロザ）とゼルフィステュクスなどの、デヴィルとバートルの住人に関する新たな内容を含んでいた。この本はまた、第1階層の主ベル、第2階層の主ディスパテル、第3階層の主マモン、第4階層の主ベリアルとフィアーナ、第5階層の主レヴィストゥス、第6階層の主グラシア、第7階層の主バールゼブル、第8階層の主メフィストフェレス、第9階層の主アスモデウスら九大君主のアスペクトのゲームデータを掲載した。
デス・デヴィル（ジェラル）は、ドラゴン誌 353号（2007年3月）に登場した。ガルシア・デヴィル、リマノン・デヴィル、スティッチト・デヴィルは、モンスター・マニュアルV （2007年）に登場した。
唯一無二のデヴィル である追放者モロク、チチヴィルス、バエル、バラン、バティムらは全員、オンライン版のドラゴン誌 360号（2007年10月）の特集記事「地獄の貴族社会」に再登場した。唯一無二のデヴィル であるアガレス、タルタック、リリス、ハティジン、アドラマレクらは、ドラゴン誌 361号（2007年12月）の特集記事「地獄の貴族社会」第2部に再登場した。

### ダンジョンズ&ドラゴンズ第4版（2008年～)
この版のモンスター・マニュアル （2008年）には、ビアデッド・デヴィル（バルバズゥ）、ボーン・デヴィル（オシュルス）、チェイン・デヴィル（キュトン）、アイス・デヴィル（ゲルゴン）、インプ、レギオン・デヴィル（レギオン・デヴィルの下級兵、レギオン・デヴィルの地獄守備兵、レギオン・デヴィルの熟練兵、レギオン・デヴィルの軍団兵）、ピット・フィーンド、スパインド・デヴィル（スピナゴン）、サキュバス、ウォー・デヴィル（マレブランケ）などが登場する。今や全てのデヴィルの属性は「悪」であり、神界語を話す。九大君主の構成に関しては、フィーンディッシュ・コーデックス：タイランツ・オブ・ザ・ナイン・ヘル 以降に変更はない。
第4版のダンジョン・マスターズ・ガイド において、アスモデウスは悪の神々の一員となった。。
アサシン・デヴィル（ドガイ）、エリニュス、ゴアチェイン・デヴィル、インファーナル・アーマー・アニマス、ミスフォーチュン・デヴィル、ショックトループ・デヴィルとウィザリング・デヴィルは、第4版のモンスター・マニュアル2 （2009年）に登場した。バーブド・デヴィル（ハマトゥラ）、ブレイズン・デヴィル、ペイン・デヴィル（エクスクルシアーク）、ストーム・デヴィル、ディスの主ディスパテルを含むさらなるデヴィルが、マニュアル・オブ・ザ・プレインズ （2008年）で詳述された。ザ・プレイン・アバブ：シークレッツ・オブ・ジ・アストラル・シー （2010年）には、バーニング・デヴィル、インドゥエリング・デヴィル、ピラジャー・デヴィル、ウォーダー・デヴィルが登場した。モンスター・マニュアル3 （2010年）には、コラプション・デヴィル（パエリリオン）、ヘル・ナイト（ナルズゴン）、ヘルワスプ・デヴィル、パッション・デヴィル、レイジ・デヴィル、スライム・デヴィル、スウォーム・デヴィル、ヴィジャー・デヴィルが登場した。モンスター・ボールト （2010年）が本来モンスター・マニュアル に登場したデヴィル―ビアデッド・デヴィル、スパインド・デヴィル、ウォー・デヴィル以外の全て―を再検討したのに対し、モンスター・ボールト：スリーツ・トゥ・ザ・ネンティア・ヴェール （2011年）にはタール・デヴィルが登場したのみであった。アロセスやゲリオンを含む高位のデヴィルのゲームデータはドラゴン誌 の記事「裏切りの書」で発表された。しかし2012年7月時点において、ゲームデータが出版された九大君主はディスパテルとグラシア（グラーシャ）の2名のみである。

## 歴史
応報の乱（しばしば「応報」とも称される）は、九層地獄の政治的展望を現在の形になるよう方向付けた内乱であった。応報の乱に関しては、D&D の資料集ア・ガイド・トゥ・ヘル において最も詳しく解説された。

## デヴィルの種類

### アークデヴィル
ザリエルはかつて九層地獄バートルの第1階層であるアヴェルヌスを支配していたが、彼女の部下の筆頭指揮官であったピット・フィーンドのベルによって、数千年前にその地位を奪われた。彼女に関して最初に言及したのは第2版のサプリメントであるア・ガイド・トゥ・ヘル （1999年）であった。ザリエルはまた、第3版のマニュアル・オブ・ザ・プレインズ （2001年）と:117、フィーンディッシュ・コーデックスII （2006年）でも言及された。

### バーテズゥ
アドヴェスパハチに似た女デヴィルで、地獄の空を哨戒飛行している。
アムニズゥ九層地獄の門を守る、背の低いずんぐりとした、翼のある守護者。
アイペロボス小さな、憎しみに満ちたデヴィル達が、大きな敵を打倒するために共同してスォームとして戦う。
バルバズゥ（「ビアデッド・デヴィル」）ノコギリのような剣を執って狂乱する、デヴィルの凶暴な兵士。
バルバズゥ、ハーフ・トロール
ブラキナ（「プレジャー・デヴィル」）デーモンにおけるサキュバスのデヴィル版であり、エリニュスの進化形。
ブエロザ（「スチール・デヴィル」）前線で戦う、集団戦闘が得意なデヴィルの兵士。
コルヌゴン（「ホーンド・デヴィル」）スパイクト・チェインで武装した、ガーゴイルのような悪魔。
ドガイ（「アサシン・デヴィル」）地獄の暗殺者を務めるデヴィル。
エリニュス堕落天使の末裔で火の弓を以って死を振りまく。デーモンにおけるサキュバスに相当する。
エクスクルシアーク（「ペイン・デヴィル」）拷問好きで残忍なデヴィル。
ファルズゴン（「ハーヴェスター・デヴィル」）陰謀を好み、魂を収穫するデヴィル。
ゲルゴン（「アイス・デヴィル」）昆虫型のデヴィル指揮官。敵を凍死させる。
ガルガトゥラ巨大な胃袋と危険な毒針を持つ、恐竜に似た監視者。
ハマトゥラ（「バーブド・デヴィル」）刺に覆われた、地獄の精鋭兵士。
コクラコン昆虫に似た、悪魔の拷問者。
レムレー精神のない、苦悩を帯びたクリーチャーで、集団で敵を襲う。流血戦争における使い捨ての兵士。
ロゴクロン敵の真名を探り出し、苦しめるか奴隷にすることを楽しむデヴィル。
マレブランケ巨大で不格好な角の生えた兵士であり、用心棒、懲罰者、乗騎を務める。
メレゴン（「リージョン・デヴィル」）地獄で最弱の歩兵。集団戦闘に特化している。
ナルズゴンナイトメアに騎乗した精鋭騎兵。
ヌッペリボーひどく太ったデヴィルであり、懲罰として他の形態から変化させられた哀れな存在。
バーテズゥの階級制度において、ヌッペリボーはレムレーのたった1階級上の存在である（AD&D 第1版においてはレムレーの1階級下であった）。彼らは精神を持たず、非常に肥大した体つきである。これらはバートルで自然に発生したクリーチャーであり、真のバーテズゥとはみなされないため、その他のより高い階級のデヴィルは通常、これらを破壊してレムレーに作り直すであろう。より一層古い種族がバーテズゥの故郷である次元界の原産であることは、多くのバーテズゥ達に不安をもたらした。バーテズゥにとって幸いなことに、ほとんどのヌッペリボーはより高い階級に昇るまで生き残ることはできない。2006年に出版されたサプリメント、フィーンディッシュ・コーデックスII：タイランツ・オブ・ザ・ナイン・ヘルズ ではヌッペリボーの起源が設定変更された。現在では、彼らは懲罰のために上司によって降格されて形態を変えられた、正真正銘のバーテズゥである。
オルソン地獄における対デーモン専門軍団の歩兵。
オシュルス（「ボーン・デヴィル」）オシュルスは地獄における警備隊や諜報部隊の役割を務める。
パエリリオン爪を伸縮させることができる、汚らわしい諜報組織の長。ピット・フィーンドに比べ、若干非力である。影から他者を操っているため、滅多に遭遇することはない。
ピット・フィーンドデヴィルの君主であり、卓越した強さと破壊的な力を持つ。
スピナゴン（「スパインド・デヴィル」）バートルにおける、刺に覆われた密偵あるいは伝令。
ゼルフィステュクスアヴェルヌスのステュクス河に棲む、記憶を奪われた監視者。

#### アビシャイ
アビシャイ（[ˈæbɪʃaɪ]AB-i-shy ）は、ティアマトと暗黒八魔将の1人であるピアーザによる共同作業を通じて作り上げられた、バーテズゥの下位集団である。彼らはガーゴイルや人型のドラゴンに似た人型生物である。色によって容易に識別可能な5つの種類が存在する（ブラック、ブルー、グリーン、レッド、ホワイト）。ほとんどのアビシャイはドラゴンの女神格であるティアマトの従僕である。彼らはバートルの第1階層と第2階層における斥候、拷問人、番人の役割を務める。
彼らはその力によって格付けされており、レッドが最も強力で、以下ブルー、グリーン、ブラック、ホワイトの順である。

### 非バーテズゥ
- チェイン・デヴィル（キュトン）[30][23] - 地獄の鎖使いにして、残忍な拷問者。
- デザート・デヴィル（アラトン）[32] - 砂漠に棲まう、シミターを振るうデヴィル。
- ヘルキャット（ベゼキラ）[30] - 虎サイズの猫類に似た、地獄の透明なデヴィル。
- ヘルファイアー・エンジン[35] - セレスチャルやデーモンと戦うために造られた、冷たい鉄製の人造クリーチャー。地獄の業火で強化されている。
- インプ[30] - 悪意ある助言と策略を以って悪の定命の者を手助けする、賢いデヴィル。
- フィルス・インプ[26] - 偽造と翻訳の能力を持つ、悪臭のするインプ。
- ブラッドバッグ・インプ[26] - 地獄の衛生兵として務めるインプ。
- ユーフォリック・インプ[26] - 幻覚を起こすスライムの販売人を務めるインプ。
- カラボン[35] - ハグ女伯爵の死体の腐った肉から生じたデヴィルで、幾体もの個体が結合して1体のクリーチャーとして戦うことができる。

#### ヘルフォージド・デヴィル
ヘルフォージド・デヴィルと呼ばれるデヴィルの下位集団は、長い時間の後に九層地獄バートルによって生物に変換された元人造クリーチャーである。彼らは地獄の法に厳格に従い、そしてそれを強要する。
- コール・デヴィル: 用心棒と突撃兵。

- グラス・デヴィル: 密偵と監視者。

- リード・デヴィル: 捕虜を生かしたまま捕らえるために派遣される。

- オブシディアン・デヴィル: 九層地獄の警察隊。

- サンド・デヴィル: 密偵と密告者。

- スパイクト・デヴィル: 鋭い鉄のスパイクに覆われている。

## 追加文献
- ファスト・フォワード・エンタテインメント. Encyclopedia of Demons and Devils . ISBN 0-9713234-3-7
- ジェフ・グラブ (1987年). Manual of the Planes. TSR. ISBN 0-88038-399-2
- ジョン・ラルム. Dangerous Games? Censorship and "Child Protection"  (2000年).
- コリン・マコーム. Faces of Evil: The Fiends (TSR, 1997年). ISBN 0-7869-0684-7
- コリン・マコーム, デール・ドノファン, モンテ・クック. Planes of Conflict (TSR, 1995年). ISBN 0-7869-0309-0
- トッド・スチュアート, パイゾ社スタッフ. "1d20 Villains" ドラゴン誌 359号 (パイゾ・パブリッシング, 2007年).
- ゲイリー・ガイギャックス. Monster Manual II, (TSR, Inc., 1983年).
- ジェイムズ・ワイアット、ロブ・ハインソー (2001年). Monstrous Compendium: Monsters of Faerun. ウィザーズ・オブ・ザ・コースト. pp. 12-13. ISBN 0-7869-1832-2
- “Devil in the Details”.  ウィザーズ・オブ・ザ・コースト (2006年12月8日). 2007年5月30日閲覧。
- ロビン・D・ローズ, ロバート・J・シュワルブ. Fiendish Codex II: Tyrants of the Nine Hells. 第1版. ワシントン州レントン: ウィザーズ・オブ・ザ・コースト, 2006年. pp. 108-112.
- “A look Back at Devils”. D&D Alumni.  ウィザーズ・オブ・ザ・コースト (2006年12月12日). 2007年4月16日閲覧。